# Jeanne d'Arc de Vichy Val d'Allier Auvergne Basket
Pour les articles homonymes, voir JAV.
Maillots
Dernière mise à jour : 25 septembre 2015.
La Jeanne d'Arc de Vichy Val d'Allier Auvergne Basket (JAV) est un ancien club français de basket-ball qui a évolué en NM1 en 2014-2015. Il a fusionné avec le Stade clermontois Basket Auvergne en juin 2015 pour former la JA Vichy-Clermont Métropole Basket.
Le club de la Jeanne d'Arc de Vichy, basé à Vichy a été fondé en 1914. Elle intègre une section basket-ball en 1933.

## Histoire du club

### Les débuts
La Jeanne d'Arc Vichy est créée en février 1914. Il ne s'agit alors que d'un patronage de gymnastique affilié à la Fédération gymnastique et sportive des patronages de France (FGSPF). La section basket-ball naît en octobre 1933. De 1939 à 1943, l'activité du club s'interrompt. La JAV joue alors quelques rencontres amicales, mais son activité ne reprend vraiment qu'en 1946.
En 1948, le club arrive en finale de la DH Auvergne contre l'ASM. Mais le club voit cesser son activité en 1950 à la suite de problèmes financiers. Les joueurs se répartissent alors entre deux équipes, l'USLV (Union des Sports Laïcs Vichyssois), et l'AS Vichy Thermal, club parrainé par la Compagnie fermière, fondés tous deux en 1948. En septembre 1954, l'abbé Gomberveaux, professeur de lettres dans l'institution Saint-Dominique de Vichy convainc Pierre Coursol, ancien membre de la JAV gymnastique, de réinscrire la JAV Basket dans le championnat de France. Les premières équipes se composent d'élèves de l'institution Saint-Dominique. Le club connaît également l'arrivée de membres des deux autres clubs de basket de la ville. En 1961, le club obtient un titre de champion de Promotion d'Auvergne. Il conquiert ensuite (1962) le titre de champion d'Auvergne, grâce au nouvel entraîneur Louis Prats.

### Croissance et apogée

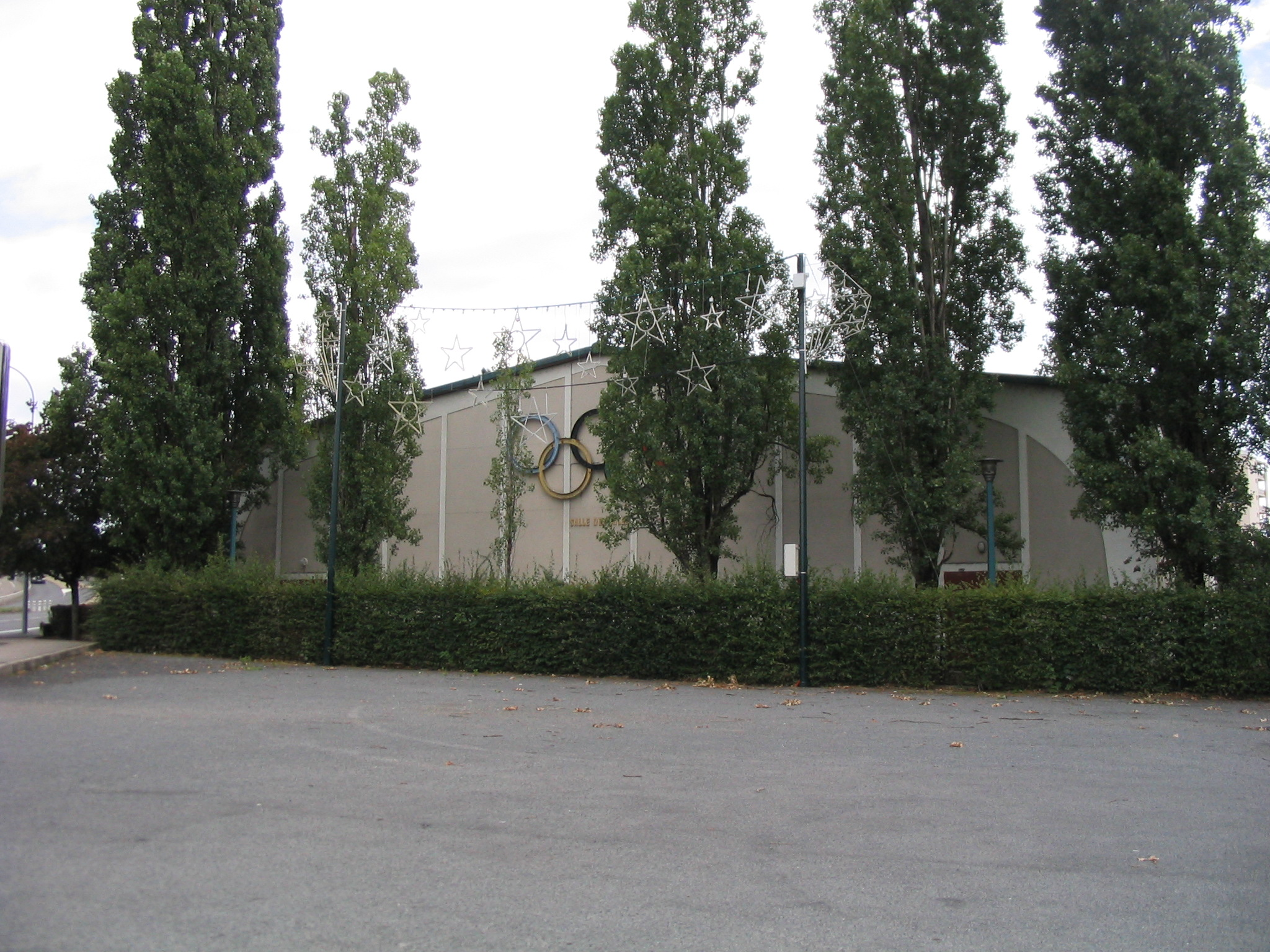
La salle des Ailes, où jouait l'équipe entre 1965 et 1974.

De 1962 à 1970, le club a pour entraîneur le yougoslave Ðorđe Andrijašević, sélectionné 47 fois dans l'équipe de Yougoslavie. En 1963, le club devient champion de France Honneur et obtient la coupe de France Excellence. En 1964, la JAV devient championne de France de la division fédérale. Durant la saison 1964-1965, l'équipe évolue en Nationale, puis monte en première division pour la saison 1965-1966. La JAV termine à la troisième place du championnat de première division à l'issue de la saison 1966-1967. Durant la saison 1968-1969, la JAV remporte la coupe de France contre Bagnolet (90 à 56) et devient vice-champion de France. L'équipe connaît la meilleure saison de son histoire en 1969-1970, car elle conquiert une nouvelle fois la coupe de France le 2 mai 1970 face au Mans (78 à 74), puis arrive en finale de la Coupe des Coupes (Coupe d'Europe réservé aux vainqueurs des coupes nationales à l'époque) au terme d'une demi-finale épique face aux grecs de l'AEK Athènes. Le match aller est remporté 78 à 60 et la JAV parvient à se qualifier au point-average (65 à 74). La rencontre retour est disputée en plein air au Stade Olympique d'Athènes devant plus de 80 000 personnes et 3 000 policiers. Mais, la JAV perd en finale face au Fides de Naples (victoire de la JAV 64 à 60 à Vichy mais défaite 87 à 65 à Naples) et termine troisième du championnat de France 1969-1970.

### Montée et descente (1970-1995)
Mais plusieurs joueurs de talent quittent l'équipe pour d'autres, et l'entraîneur yougoslave s'en va lui aussi. Il est remplacé par José Gasca, entraîneur espagnol. L'équipe à la suite d'une mauvaise saison finit 11e en 1970-1971 et descend en Nationale 2, puis remonte à l'issue de la saison suivante pour être en Nationale 1 jusqu'à la fin de la saison 1974-1975, malgré une troisième place lors de la saison 1973-1974. En septembre 1974, l'équipe joue dans le nouveau Centre Omnisports. Un mauvais choix dans le recrutement du deuxième joueur étranger amène le club à descendre en Nationale 2 à l'issue de la saison 1974-1975. Pierre Coursol quitte son poste de président de la JAV en 1975 pour être remplacé par Jean Martin. En 1979, la JAV accède de nouveau à la Nationale 1 mais redescend un an après lors de la saison 1979-1980 lors des barrages Nationale 1/Nationale 2 après une 13e place lors de la saison régulière. Le club remonte de nouveau en 1981 en première division et se maintient pendant six saisons d'affilée avec une 7e position comme meilleur place pendant cette période en 1984-1985.
À l'issue de la saison 1987-1988, l'équipe est reléguée en N 1 B après les barrages Nationale 1 A/Nationale 1 B. Après cette saison 1987-1988, le président du club obtient une rétrogradation en Nationale 3 pour raison financière.

### Stabilisation de l'équipe et retour dans l'élite (1995-2010)

#### Saisons de 1995 à 2007
C'est lors de la saison 1994-1995 que l'équipe remonte en Pro B. Durant plusieurs saisons, la JAV est sauvée de la relégation sportive en Nationale 1 grâce aux problèmes financiers de certains de ses adversaires. Toutefois, l'arrivée de l'entraîneur et ancien joueur international Jean-Michel Sénégal au poste d'entraîneur en février 1999 relance complètement le club qui retrouve ses ambitions.
À la fin de la saison 1999-2000, l'équipe se classe deuxième du championnat Pro B, mais ne parvient pas à obtenir la montée lors des play-offs. Avec le même effectif, la JAV échoue pour la montée en Pro A lors de la saison 2000-2001. À la suite de la saison 2001-2002, la JAV se qualifie directement pour la Pro A. L'équipe aborde sa montée avec presque le même effectif que pour la saison 2001-2002.
Durant la saison 2002-2003, elle termine 11e de la Pro A et obtient une place pour la FIBA Europe Cup.
Pour la saison 2003-2004, l'effectif est renouvelé de moitié, et l'équipe finit douzième du championnat. En février 2004, la JA Vichy s'incline en quart de finale face à Hyères-Toulon.
Le club aborde la saison 2004-2005 avec la volonté de finir dans les sept premiers à mi-saison pour participer au tournoi des as, mais finit à la dernière place du championnat et redescend en Pro B.
En 2005-2006, l'équipe se sépare de Jean-Michel Sénégal et recrute pour lui succéder Jean-Louis Borg, ancien entraîneur de Hyères-Toulon. L'équipe fait un bon parcours (5e position au 19 mai 2006), mais échoue au quart de finale du championnat face à Châlons.
Enfin, le club retrouve la Pro A à l'issue de la saison 2006-2007. Premier de la phase régulière, Vichy élimine successivement Levallois en quarts de finale et Rouen en demi-finale, avant de dominer nettement Quimper en finale au Palais omnisports de Paris-Bercy 70 à 49 le 2 juin 2007.

#### Saison 2007-2008

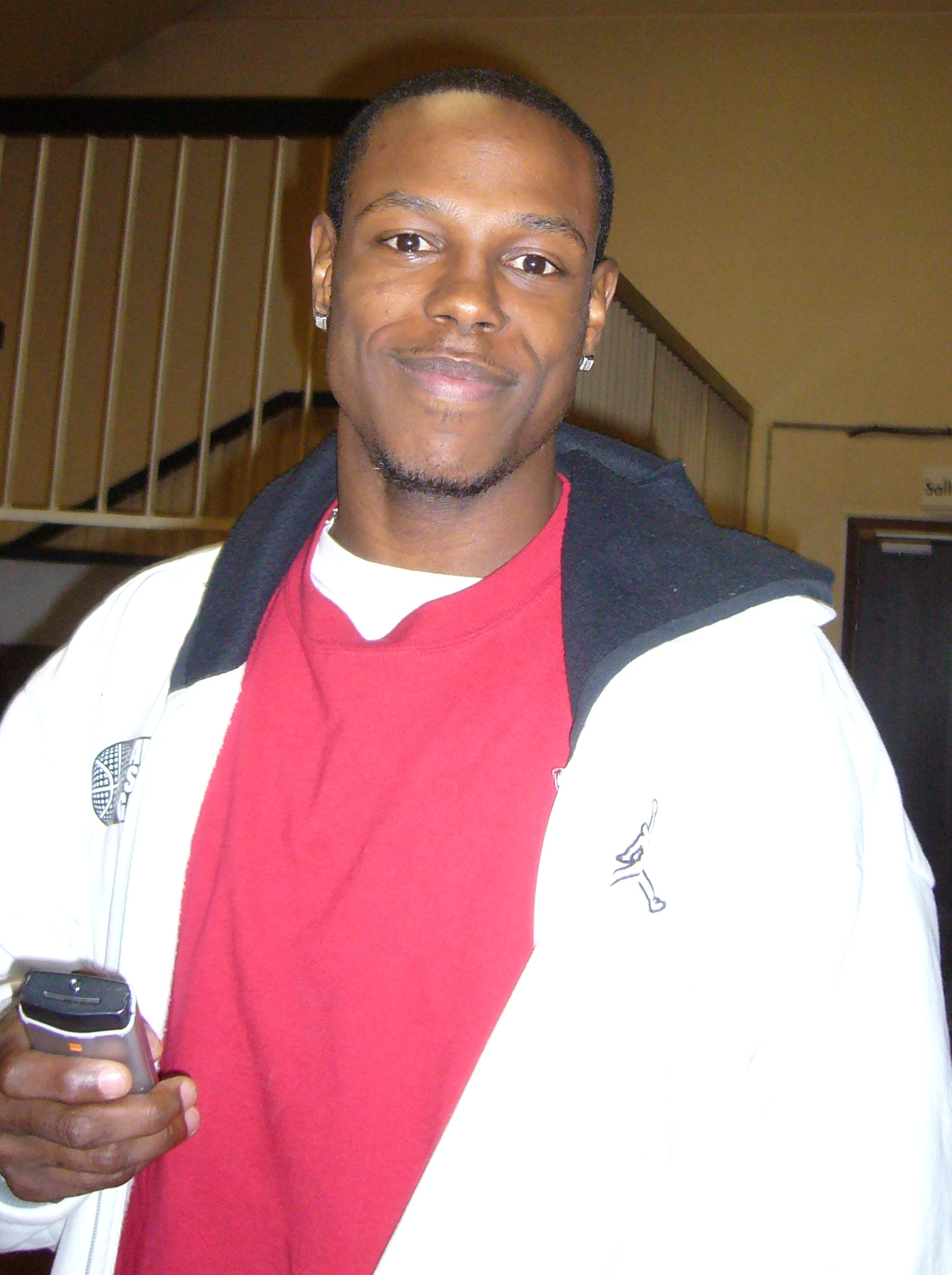
Jimmal Ball, joueur de Vichy entre 2007 et 2008.

Vichy, pour son retour en Pro A, fait une saison historique : tout d'abord en terminant cinquième des matchs aller, elle se qualifie pour la Semaine des As 2008 et pour sa première participation à cette compétition, la JAV élimine Le Mans en quarts de finale puis Hyères-Toulon en demi-finale mais perd en finale contre Cholet. Enfin les jaunes et verts ne s'arrêtent pas en si bon chemin puisqu'en finissant septième et meilleure défense de la saison régulière ils se qualifient pour la première fois de son histoire pour les play-offs du championnat de France Pro A mais s'arrête dès le début de cette phase finale en quart de finale contre Nancy (futur champion de France 2008).

#### Saison 2008-2009
À l'intersaison, l'entraîneur de Vichy Jean-Louis Borg intègre l'encadrement de l'équipe de France de basket-ball en devenant l'un des adjoints du sélectionneur national Michel Gomez. Celui sélectionne Gradit, Iasa et Soliman puis choisit la ville de Vichy pour accueillir le premier stage d'une semaine afin de préparer la qualification au championnat d'Europe de basket-ball 2009 en Pologne.
En parallèle du championnat de France, la JAV retrouve la coupe d'Europe. En tant que septième de la saison précédente, le club participe à l'EuroChallenge. Le club thermal passe le 1er tour préliminaire en battant l'APOEL Nicosie mais s'arrête au second tour préliminaire battu par Liège Basket.
Le club ambitionne de confirmer la bonne saison précédente. Mais la saison des auvergnats sera en dessous de leurs espérances et de celles de leur public. Avec une préparation tronquée par l'absence de l'entraîneur de joueurs de l'équipe de France, la JAV manque son début de saison (cinq défaites consécutives lors des cinq premiers matchs). Ces mauvais résultats coûtent la place de Shaun Foutain fin octobre 2008 qui est remplacé par Kareem Reid quelques jours plus tard. Cette arrivée réveille l'équipe vichyssoise et la met sur de bons rails avec la victoire contre l'Élan Béarnais Pau-Orthez lors de la 6e journée qui lance une série de trois victoires. Le club de Besançon stoppe cette progression lors de la 9e journée par victoire de deux points. À la suite de cette rencontre, l'effectif de la ville thermale repart dans une spirale de trois défaites mais la trêve arrive à point nommé puisque celle-ci permet à Vichy de « recharger ses batteries » et de reprendre confiance en elle. En effet, cette pause est effectivement bénéfique car, dès la reprise post-hivernale, la métamorphose se produit et se traduit dans les résultats puisqu'en deux journées consécutives, lors des 12e et 13e journées, elle bat le champion de France en titre Nancy en Lorraine puis le vice-champion de France Roanne en terre bourbonnaise. Quelques journées plus tard, l'équipe thermale récidive en remportant sur son parquet deux rencontres successives face au leader et futur finaliste Orléans mais aussi celle du Mans. Après ces victoires inespérées et bonnes pour le moral, Vichy alterne le bon et le moins bon et obtient le maintien que dans les dernières journées.
La JAV termine finalement 10e de la saison régulière 2008-2009.

#### Saison 2009-2010
Pour la deuxième année consécutive, la sous-préfecture thermale bourbonnaise est de nouveau le fief de début de préparation de l'équipe nationale tricolore à l'occasion du tournoi de qualifications pour l'Euro 2009 de basket mais cette fois-ci sans personne des jaunes et verts.
Au contraire des années précédentes où Vichy dispute son premier match amical à domicile le 25 août contre le Saint-Étienne Basket (la JAV annule cette rencontre pour cause de rétrogradation en Nationale 1 du club stéphanois), la JAV démarre donc sa série de matchs de pré-saison à l'extérieur lors du tournoi d'Aix-les-Bains quelques jours plus tard.
Le bilan des matchs amicaux de l'effectif vichyssois est de 8 victoires pour 3 défaites. Le club remporte le challenge Jacky Schoeffler d'Alfortville[réf. nécessaire].

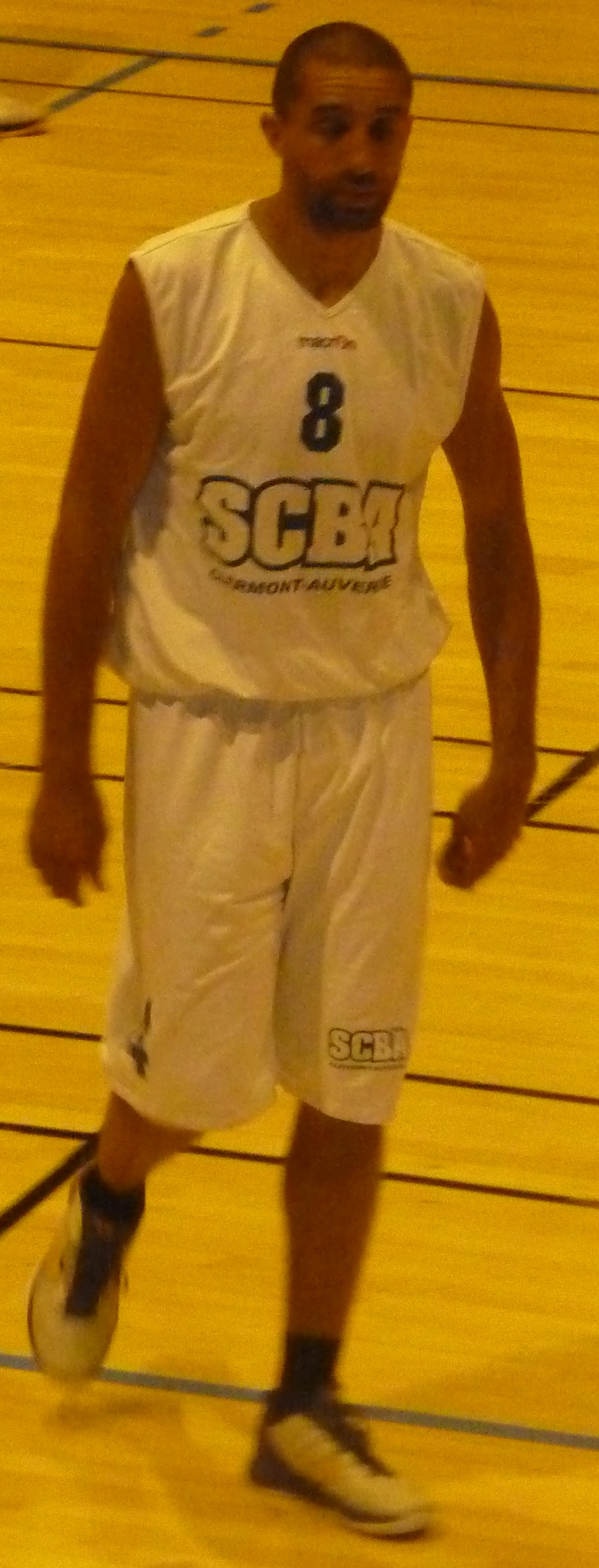
David Melody, joueur de Vichy entre 2007 et 2010.

La saison débute par cinq défaites, dont deux à domicile face à Cholet et Orléans, sur les sept premiers matches de championnat. Réveil salutaire le 14 novembre 2009 avec une victoire de 23 points contre Dijon, jusque-là invaincu à l'extérieur, grâce aux cadres. La JAV confirme le 23 novembre par une brillante victoire de 16 points à Paris-Levallois (la première de la saison à l'extérieur)[réf. nécessaire]. Le match prévu à la télévision samedi 28 novembre contre Gravelines a été reporté pour cause de grippe A. Mais la JAV confirme son renouveau le 5 décembre en allant gagner de 9 points à Poitiers et en réussissant le passe de quatre victoires d'affilée en terrassant Nancy de 8 points (sans Watt parti jouer en Suède, avec un Reid à 17 points et 29 d’évaluation) le 12 décembre au Palais des Sports Pierre-Coulon. Bilan équilibré à 5 victoires et 5 défaites avant de se rendre à Strasbourg le samedi 19 décembre pour le dernier match de l'année 2009. L'année 2009 s'achève par la sélection de trois Javistes au All Star Game du mercredi 30 décembre à Bercy : Reid remporte le concours des meneurs devant Heurtel. Issa, souverain au rebond, et Melody (4 points) sont vainqueurs (89-88) avec les Français face aux Étrangers où Reid distribue « des caviars », comme d'habitude (5 points).
L'année 2010 débute le dimanche après-midi 3 janvier par la réception du club de Chalon-sur-Saône de Gregor Beugnot. Le match, télévisé sur la chaîne Sport+, voit Vichy écraser Chalon de 33 points (91-58), avec le grand réveil de Flowers (24 points et 33 d'évaluation)[réf. nécessaire]. Après une très honorable défaite au Mans (de six points seulement) et une large victoire de 12 points sur le champion en titre ASVEL Lyon-Villeurbanne, l'équipe vichyssoise obtient pour la deuxième fois en trois saisons sa participation à la Semaine des As 2010 en battant Gravelines par 21 points[réf. nécessaire]. Le bilan à l'issue des 15 matches aller est positif, avec 8 victoires pour 7 défaites. Et la JAV enchaîne le premier match retour par une victoire à Rouen (sur un panier à 3 points du capitaine Melody à la dernière seconde) et le second par un carton de 27 points infligé à Hyères-Toulon à Vichy[réf. nécessaire]. À Cholet le 6 février, la JAV perd d'un point 64-63 [réf. nécessaire]. Après le match de Cholet, la JAV s'est rendue à Orléans pour se préparer à la Semaine des As.
Lors du quart de finale de cette compétition, disputée à l'Astroballe de Lyon, la JAV, pourtant privée de Dounia Issa blessé, crée la première surprise en battant le premier du championnat à l'issue des matchs allers, Le Mans, sur le score de 97 à 93 après prolongations. En demi-finale face à Orléans, la JAV tient trois quarts temps avant de perdre 82-67 alors que Moss n'a joué que 16 minutes (blessé juste avant la mi-temps). Jérémy Leloup est la révélation de ces deux rencontres.
La reprise du championnat est défavorable à la JAV qui, sans Issa, remplacé le pigiste Brent Petway, perd 63-60 à domicile le derby contre Roanne après avoir mené de 13 points à la mi-temps. Sans Issa, ni même son pigiste Petway également blessé, Vichy échoue début mars à Limoges en Coupe de France puis chez la lanterne rouge Dijon en championnat. Elle se reprend le vendredi soir 12 mars en l'emportant 71 à 53 et en infligeant un 24 à 6 à Paris-Levallois lors du dernier quart-temps (abordé à 47 partout), sans Moss victime d’une entorse à la cheville en début de seconde mi-temps. Mais ce fut de courte durée car à Gravelines vendredi 19 mars, le BCM l’emporte de 11 points puis le samedi suivant 27 mars, la JAV perd contre Poitiers de 28 points à Vichy et à Nancy Vichy s'incline de 10 points. Le 10 avril, la JAV l'emporte de cinq points à domicile face à Strasbourg et perd le weekend d'après.
Vichy conserve ses espoirs de participation aux play-offs de Pro A en l'emportant face au Mans par un tir à 3 points de David Melody au buzzer. Cette rencontre, disputée à domicile, est mise à profit pour honorer l'épopée européenne de 1970, en présence des joueurs de l'entraîneur Andrijašević, notamment Rudy Bennett. La semaine suivante, les vichyssois sont battus de 7 points par le champion de France en titre Villeurbanne. Cette défaite du club thermal prive officiellement le club de Vichy de play-offs. À l'issue de la saison, Jean-Louis Borg, après cinq saisons au club, annonce que, pour des raisons économiques, il a décidé de changer de club afin de relever un nouveau challenge. Son remplaçant est son ancien assistant Jean-Philippe Besson. Le club perd également des joueurs : Zach Moss décide également, après quatre saisons, de quitter le club vichyssois, tout comme Dounia Issa.
La saison 2009-2010 se termine au Palais des Sports Pierre-Coulon par une défaite 72 à 86 contre Le Havre. La JAV finit comme la saison précédente à la 10e place du classement final de la saison régulière.

### Le déclin du club

#### Saison 2010-2011
Le camp d'été de la JAV, sous la direction de Matthieu Mousserion, fait le plein la première quinzaine d'août 2010 avec environ 80 jeunes basketteurs. L'entraînement collectif de l'équipe Pro a repris le 25 août 2010. Le samedi 4 septembre 2010, est créée l'Association des Anciens de la JAV, préparée par Philippe Lannevère (entraîneur 1988-1991) : Paul Brousse (président de la JAV 1989-1993) est élu président et Paul Besson vice-président avec Lannevère. Cette association (cotisation limitée à 20 euros : Christian Pellegrini trésorier) est ouverte aux dirigeants. Le même soir, la JAV joue son premier match à Vichy, dans le cadre amical du Tournoi du cœur organisé par l'Amdam, avec la réception du Havre. Vainqueur 79-65 du Havre, la nouvelle JAV, privée de Reid, Sumpter et Aka, ne peut que s'incliner en finale du tournoi le dimanche 5 septembre contre Hyères-Toulon qui a battu le Stade clermontois. La JAV termine sa préparation le 2 octobre par une significative victoire sur Limoges (66-52) à Bourganeuf.
La JAV commence le championnat par une défaite de 7 points à Chalon le samedi 9 octobre 2010. Elle a reçu Limoges à Vichy le samedi 16 octobre.
Après 28 journées (au 30 avril 2011), la JAV se classe 15e et avant-dernière du classement du championnat de Pro A. Lors de la 29e journée, sept équipes jouaient le maintien dont la JAV. Malgré la défaite au Palais des sports Jean-Weille à Nancy 76 à 72 le 3 mai (10 victoires pour 19 défaites), un espoir était possible. Lors de la 30e journée, match diffusé sur Sport+, Vichy s'impose 93 à 91 après prolongations sur son terrain contre Chalon-sur-Saône. Le club descend toutefois en Pro B avec le Limoges CSP à la suite des victoires de Paris-Levallois à Villeurbanne, de Strasbourg à Roanne, de Poitiers recevant Hyères-Toulon et du Havre recevant Le Mans. Vichy a saisi à tort le Comité national olympique et sportif français à la suite d'une réclamation de Chalon sur la validité d'un panier non valable pour être maintenue en Pro A (retirer injustement un point à Poitiers modifierait le début de classement et donc le tableau des play-offs).
Le bilan de la saison 2010-2011 s'établit ainsi : 11 victoires et 19 défaites, 9 victoires pour 6 défaites à domicile et 2 pour 13 à l'extérieur, avant-dernière attaque de la Pro A avec une moyenne de 71,8 points, 9e défense du championnat avec 75,7 points encaissés. Lors de la phase aller, le club comptabilisait seulement 3 victoires pour 12 défaites (dernière position), lors de la phase retour, 8 pour 7 (6e position). Le club a été éliminé en Coupe de France par Limoges.

#### Saison 2011-2012: un calvaire
Le début de saison 2011-2012 est catastrophique pour la JAV évoluant en Pro B. Après huit matchs (une seule victoire contre Lille), le club perd contre Quimper, le 19 novembre 2011, 63 à 55. Se classant à la 18e et dernière position avec 9 points, l'entraîneur Jean-Philippe Besson quitte le club. C'est Laurent Sciarra, ancien international qui est nommé entraîneur afin d’aider au secours du club. Le 17 décembre 2011, lors de la 13e journée, Denain a battu la JAV 92 à 60 ; le club, quasi inexistant, a enregistré un écart très important à la mi-temps (23 à 57). En outre, Curtis étant absent jusqu'à la fin de la saison pour cause de blessures, Marvin Jefferson le remplace en tant que pigiste. Après 15 journées, Vichy n'a gagné qu'une seule fois, contre Lille[réf. souhaitée].
Lors de la 20e journée, le club chute à nouveau sur son parquet (70-80) face à Aix-Maurienne. À l'issue de cette défaite, l'entraîneur Laurent Sciarra sort de ses gonds et dénonce dans la presse tous les travers de son effectif,.
Après 31 journées le club est au plus mal : la défaite à Saint-Vallier (71 à 91), conjuguée aux victoires de Rouen recevant Le Portel et Quimper à Denain, condamne le club à la relégation en NM1. Vichy a enregistré au bout de quinze minutes de jeu un retard effroyable (14 à 43), et se classe en dernière position avec 38 points.
Après la défaite contre Rouen (77 à 80), la saison a été catastrophique : 27 défaites pour 7 victoires, le changement d'entraîneur n'a pas relancé le club. Vichy connaît alors sa deuxième relégation de rang.

### Les tentatives de remontée (2012-2015)
Le club finit 3e de la saison régulière 2012-2013 avec 59 points (derrière Orchies et Souffelweyersheim, tous deux montant en Pro B) et devait remporter les play-offs pour espérer une remontée en Pro B. Mais l'aventure se termine par une défaite à domicile contre La Rochelle 61-63 : le club reste en Nationale 1 pour la saison 2013-2014.
Pour la saison 2013-2014, Yann Le Diouris, dirigeant un hypermarché de l'agglomération, remplace Jean-Christophe Jonon à la présidence de la SASP. La JAV termine 7e du championnat avec 54 points, 20 victoires et 14 défaites et doit donc disputer les quarts de finale des play-offs contre Sorgues à domicile puis à Sorgues. Mais elle s'incline deux fois (aller : 52-59, retour : 90-84) et joue pour la 3e saison consécutive dans cette division.
La JA Vichy, ayant pourtant mal commencé en enregistrant six défaites sur les sept premiers matchs, parvient à finir en 2e position lors du championnat 2014-2015, elle s'offre le droit d'organiser le Final Four. Le 30 mai 2015, elle s'impose 85 à 67 contre Chartres en demi-finale des play-offs. Le lendemain, elle remporte la finale d'accession en Pro B contre Blois (72 à 61). La JA Vichy retrouve la Pro B après trois saisons passées en Nationale 1. En Coupe de France, le club est éliminé en 8e de finale par Dijon d'un point, 78 à 77, le 24 février 2015.

### Fusion avec le Stade clermontois Basket Auvergne
Une fusion entre la Jeanne d'Arc de Vichy et le Stade clermontois Basket Auvergne (SCBA) était prévue en 2011, mais a été abandonnée en raison de la relégation des deux clubs en division inférieure.
Celle-ci est relancée en 2015, après la montée du club de Vichy en Pro B, et a été officialisée à l'issue d'une conférence de presse le 18 juin 2015 rassemblant Yann Le Diouris, président de la SASP JAV, Jean-François Besse, président du SCBA, Claude Malhuret, maire de Vichy, ainsi qu'Olivier Bianchi, maire de Clermont-Ferrand. Ainsi, le nouveau club fusionné jouera 11 matchs au Palais des Sports Pierre-Coulon et 8 à la Maison des Sports de Clermont-Ferrand. Son budget s'élève à 2,313 millions d'euros. Ses couleurs seront celles du blason de l'Auvergne, le jaune issu de la JAV et le rouge du club clermontois.
L'union des clubs vichyssois et clermontois n'est pas appréciée des supporters et des partenaires. Le Kop des Dragons s'est opposé à la fusion. En revanche la section amateur continue à porter le seul nom de la JA Vichy.
Le 23 juin, le nom du nouveau club SASP est dévoilé : la Jeanne d'Arc de Vichy-Clermont Métropole (JAVCM). Charles-Henri Bronchard, issu de clubs de Pro B et de Pro A (Pau-Lacq-Orthez), est le premier joueur à avoir été recruté dans ce nouveau club.

## Le club
- Salle : Palais des Sports Pierre Coulon, commune de Bellerive-sur-Allier, 3 300 places
- Président : Yann Le Diouris[1]
- Entraîneur : Fabien Romeyer
- Assistant : Jonathan Nebout, Willy Senegal
- Entraîneur centre de formation : Willy Senegal

### Présidents
- de 1954 à 1975 : Pierre Coursol
- de 1975 à 1978 : Jean Martin
- de 1978 à 1989 : Alain Pelletier
- de 1989 à 1993 : Paul Brousse
- de 1993 à 1996 : Pierre Georges
- de 1996 à 1997 : Jacques Marty
- de 1997 à 1998 : Jacques Batut
- de 1998 à 2013 : Jean-Christophe Jonon
- de 2013 à 2015 : Yann Le Diouris[1]

### Entraîneurs

#### Entraîneurs successifs
- 2012 - 2015 :  Fabien Romeyer
- 2011 - 2012 :  Jean-Philippe Besson puis  Laurent Sciarra
- 2010 - 2011 :  Jean-Philippe Besson
- 2005 - 2010 :  Jean-Louis Borg
- 1999 - 2005 :  Jean-Michel Sénégal
- 1998 - 1999 :  Paul Besson puis  Jean-Michel Sénégal
- 1997 - 1998 :  Paul Besson
- 1995 - 1997 :  Jean François Michelet
- 1993 - 1995 :  Alain Thinet
- 1991 - 1993 :  Daniel Perrin
- 1987 - 1991 :  Philippe Lannevière
- 1983 - 1987 :  Jean Galle
- 1975 - 1983 :  Paul Besson
- 1974 - 1975 :  Eric Biermaier puis  Paul Besson
- 1972 - 1974 :  Paul Besson
- 1970 - 1972 :  José Gasca
- 1962 - 1970 :  Ðorđe Andrijašević
- 1961 - 1962 :  Louis Prats
- 1960 - 1961 :  Georges Dionnet

#### Entraîneurs célèbres ou marquants
- Jean-Louis Borg
- Jean-Michel Sénégal
- Paul Besson
- Jean Galle
- Laurent Sciarra
- Ðorđe Andrijašević

### Joueurs

#### Transferts 2012-2013
| Arrivées - Fabien Romeyer (Entraîneur - Lille Métropole Basket Clubs (Pro B)) - Guillaume Pons (Arrière/Ailier - ALM Évreux Basket (Pro B)) - Rida El Amrani (Arriere/Meneur) - Benjamin Thomas (Meneur - Saint-Étienne Basket (NM1)) - Gregory Lessort (Pivot - Union Jeanne d'Arc Phalange Quimper (NM1)) - Octavio Da Silveira (Intérieur - Jeunesse laïque de Bourg-en-Bresse (Pro B)) - Douglas Tshomba (Ailier) - Yohann Smail (Interieur - Amicale Saint-Michel Basket Le Puy Haute-Loire (NM2)) - Justin Reynolds (Pivot - Torus Skopje (Macedoine)) | Départs - Dan Coleman (Interieur/Ailier) - Laurent Sciarra (entraineur - SPO Rouen Basket (Pro B)) - Mathieu Guichard (Arrière/Meneur - JSA Bordeaux Basket (Pro B)) - Jimmy Djimrabaye (prêt) (Interieur - Espoirs Gravelines-Dunkerque (Espoir Pro A)) - Wilfried Aka (Ailier - Abeille des Aydes Blois Basket (NM1)) - Nouha Diakité (Interieur) |

#### Joueurs célèbres ou marquants
| - Ronnie Smith - David Condouant - Jean-Marc Dupraz - Antoine Eito - William Gradit - Dounia Issa - David Melody - Laurent Pluvy - Alexis Rambur - Christophe Grégoire - Stéphane Dondon - Laurent Cazalon - Gordon Watt - Rudy Bennett - Larry Robertson |  | - Jeff Greer - Elliot Hatcher - Zach Moss - Reece Gaines - Demetris Nichols - Kareem Reid - Jamal Shuler - Rahshon Turner - Jonte Flowers - / Jimmal Ball - / Geoff Lear - / Ime Udoka - / Prosper Karangwa - Babacar Cissé - Nedeljko Asceric |

## Palmarès
- Coupe de France : 1969, 1970
- Champion de France Pro B : 1972, 2002, 2007
- Finaliste Coupe d'Europe des Vainqueurs de Coupes contre Naples : 1970
- Finaliste Semaine des As 2008
- Demi-finaliste Semaine des As 2010
- Meilleure défense de la saison régulière de Pro A 2007-2008 et 2009-2010

### Bilan saison par saison
- 2013-2014 : 7e, 54 points, 20 victoires, 14 défaites, 2428 points marqués, 2240 points encaissés, élimination en quarts de finale de play-offs contre Sorgues

## Historique du logo

1999-2008
Logo actuel